# Volkan Babacan
Volkan Babacan (* 11. srpna 1988 Antalya, Turecko) je turecký fotbalový brankář a reprezentant, aktuálně působí v tureckém klubu İstanbul Başakşehir FK.

## Klubová kariéra
V Turecku působil v klubech Fenerbahçe SK, İstanbulspor, Kayserispor, Manisaspor, İstanbul Başakşehir FK.

## Reprezentační kariéra
Volkan Babacan nastupoval v tureckých mládežnických reprezentacích.
V A-mužstvu Turecka debutoval 13. 10. 2014 v kvalifikačním utkání v Rize proti týmu Lotyšska (remíza 1:1).